# 리키 제이

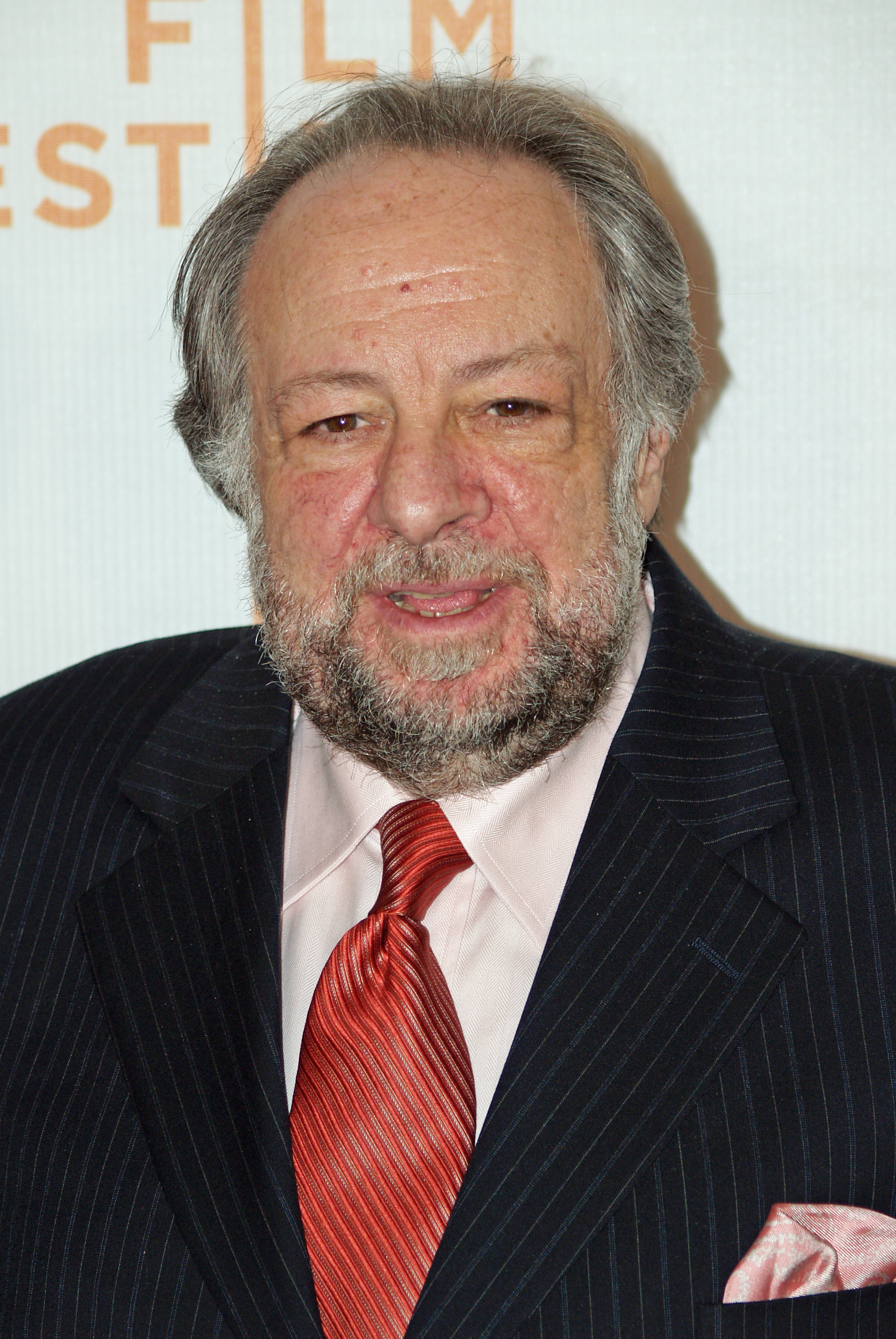

리키 제이(Richard Jay Potash, 1946년 6월 26일 ~ 2018년 11월 24일)는 미국의 각본가, 논픽션 작가, 작가, 배우, 마술사이다.
브루클린에서 태어났으며 로스앤젤레스에서 사망하였다.

## 출연 작품
- 피보다 가까운 (2015년) - 조쉬 역
- 디셉티브 프랙티스: 더 미스터리 앤 멘토스 오브 릭키 제이 (2012년) - 본인 역
- 플래시포워드 (2009년)
- 그레이트 벅 하워드 (2008년)
- 블룸 형제 사기단 (2008년) - 나레이터 역
- 레드벨트 (2008년) - 마티 브라운 역
- 키드냅트 (2006년)
- 프레스티지 (2006년) - 밀튼 역
- 라스트 데이즈 (2005년) - 형사 역
- Incident at Loch Ness (2004)
- 데드우드 (2004년)
- 하이스트 (2001년)
- 하트브레이커스 (2001년)
- 미스터 헐리웃 (2000년)
- 미스테리 맨 (1999년)
- 매그놀리아 (1999년) - 버트 램지/나레이터 역
- 핵스 (1997년)
- 스페인 죄수 (1997년)
- 부기 나이트 (1997년) - 커트 롱존 역
- 007 네버 다이 (1997년) - 헨리 굽타 역
- 레인저 (1995년)
- 정의의 사총사 (1994년)
- 워터 엔진 (1992년)
- 제3의 기회 (1988년)
- 위험한 도박 (1987년)